# Mitchell Feigenbaum
Mitchell Jay Feigenbaum (Filadélfia, 19 de dezembro de 1944 — Nova Iorque, 30 de junho de 2019) foi um físico e matemático estadunidense, pioneiro em estudos sobre a teoria do caos que levaram à descoberta das constantes de Feigenbaum.
Desde 2017 tinha sido um dos favoritos para um Nobel de Física (Clarivate Citation Laureates), devido ao número de suas citações.